# Lincoln Aviator
Der Lincoln Aviator ist ein Sport Utility Vehicle, welches vom Design her sehr stark an den größeren Lincoln Navigator angelehnt ist. Er ist, gemessen an den Schwestermodellen Ford Explorer und Mercury Mountaineer, höherwertig in Ausstattung und Motorleistung.

## Erste Generation

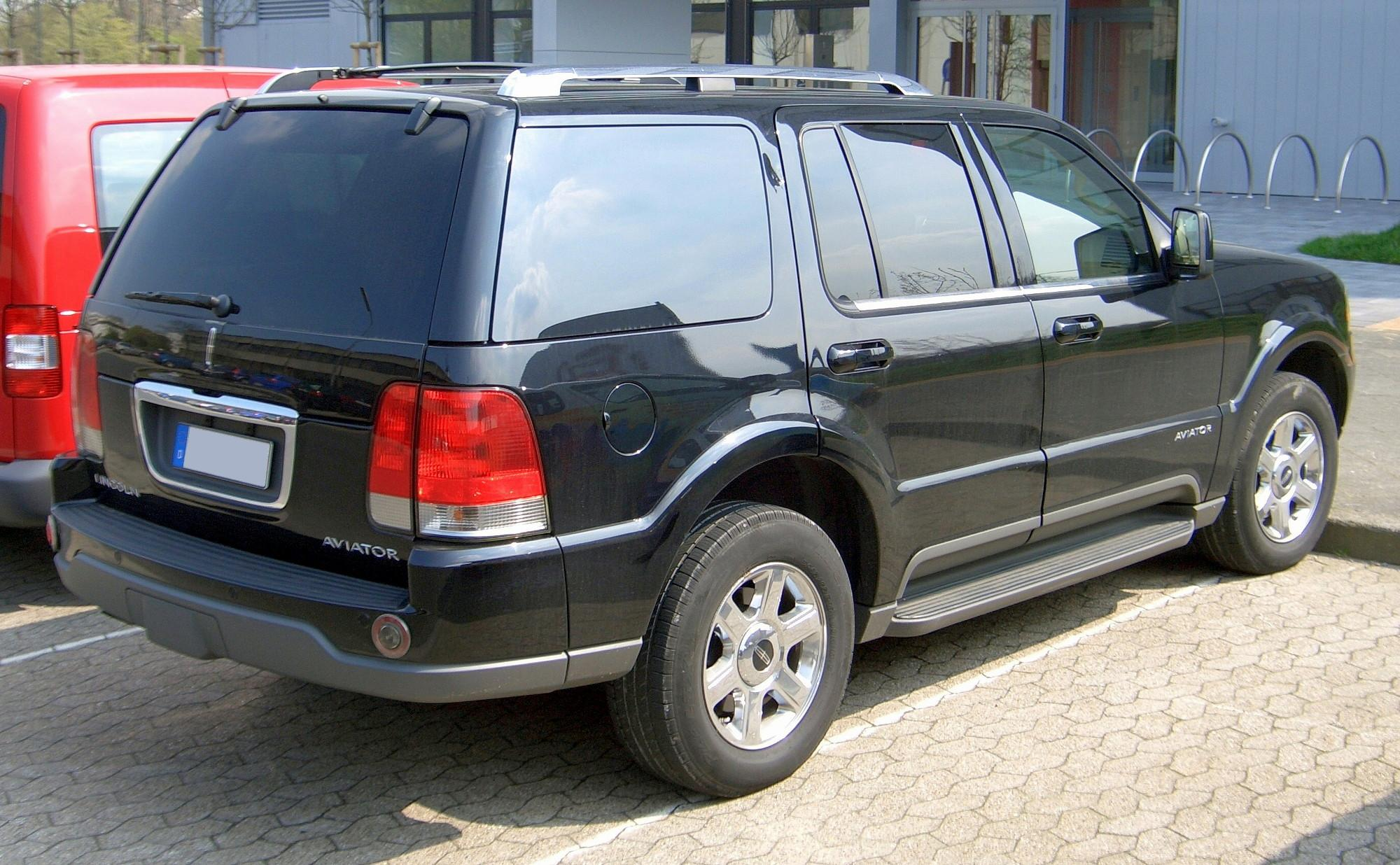
Heckansicht

2002 wurde eine Studie vom Aviator vorgestellt. Der Aviator wurde von der zu Ford gehörenden Marke Lincoln von 2003 bis 2005 hergestellt. 

### Technische Daten
- Motor: 4,6 Liter, Aluminiumblock, 90°-V8, DOHC, SMPI, 32V, InTech,
- Schadstoffklasse: Euro 4
- Verbrauch: 13–18 Liter Normal-Bleifrei (ROZ 91)
- Tankinhalt: 85,2 Liter
- Antrieb: Permanenter Allrad-Antrieb (AWD) oder Hinterradantrieb (2WD)
- Getriebe: 5-Gang Automatikgetriebe mit zuschaltbarem Overdrive
- Leistung: 225 kW (305 PS) bei 5750/min
- Drehmoment: 406 Nm bei 3250/min
- Gesamtgewicht: 2817 kg
- Anhängelast: 2500 kg
- Bodenfreiheit: 226 mm

#### Kopffreiheit
- 1. Reihe:      1013 mm
- 2. Reihe:       975 mm
- 3. Reihe:       988 mm

#### Innenraumbreite
- 1. Reihe:      1482 mm
- 2. Reihe:      1462 mm
- 3. Reihe:      1201 mm

#### Beinfreiheit
- 1. Reihe:      1078 mm
- 2. Reihe:       935 mm
- 3. Reihe:       883 mm

#### Ladevolumen
beginnend hinter der 1. Reihe
- beim 6-Sitzer:  2183 Liter
- beim 7-Sitzer:  2189 Liter

beginnend hinter der 2. Reihe
- beim 6-Sitzer:  1130 Liter
- beim 7-Sitzer:  1138 Liter

beginnend hinter der 3. Reihe
- beim 6-Sitzer:   351 Liter
- beim 7-Sitzer:   351 Liter

### Serienausstattung
- Getriebe-Ölkühler
- Geschwindigkeitsabhängige Servolenkung (ZF Servotronic II)
- Einzelradaufhängung vorne und hinten
- 17 × 7,5 Zoll lackierte Leichtmetallfelgen oder Chromfelgen
- 245/65 TR17 BSW AS Bereifung
- AdvanceTrac – vollelektronisches Stabilitäts-/Traktionsprogramm, abschaltbar (ab Bj. 2004 optional)
- Höchstgeschwindigkeit bei 180 km/h (6300/min) elektronisch abgeregelt
- Kopfairbag für erste und zweite Sitzreihe (Safety Canopy System – Vorhang)
- Alarmanlage
- Doppelzonen-Klimaautomatik mit Lenkrad-Bedienung
- Sound-System mit Radio/CD-Wechsler, 4 Lautsprechern und Lenkrad-Bedienung
- DVD-Entertainment-System für die hinteren Sitzreihen (optional)
- Tempomat mit Lenkrad-Bedienung
- Radar- und Sensorgesteuerter Park-Assistent hinten
- Keyless-Entry-System
- Elektrisch verstellbare Pedalstellung
- Leder-/Holz-Multifunktionslenkrad, höhenverstellbar
- Auto-Dimm-Tag-/Nacht-Rückspiegel
- Mittelkonsole und Dachkonsole mit Staufächern
- Sechs-/Siebensitzer
- Lederausstattung
- achtfach elektrisch verstellbare Sitze vorne mit elektrisch verstellbarer Lendenwirbelunterstützung
- Sitzbank 2. Reihe komplett zusammenklappbar und nach vorne umlegbar (nur 7-Sitzer, da 6-Sitzer mit Mittelkonsole)
- Holz-Akzente am Armaturenbrett und den Türverkleidungen
- Leder-/Metall-Look-Schaltknauf
- Memory-System für Fahrersitz, Außenspiegel und Pedale; 2 Speichereinstellungen
- Kotflügelverbreiterungen, Türgriffe, Stoßstangen vorne/hinten und Seitenverkleidungen in Wagenfarbe
- Chromgrill (ab Bj. 2004)
- Elektrisch verstellbare und manuell abklappbare Außenspiegel in Wagenfarbe, beheizbar und mit Blinker-Einsatz

### Sondermodelle
- 2003 – Kitty-Hawk-Edition in schwarz (zum 100. Geburtstag der Gebrüder Wright)
- 2004 – CS-Edition (California-Special mit Spoilersatz in Wagenfarbe und Dual Borla-Auspuffanlage)

## Zweite Generation (seit 2019)
Nach 14-jähriger Pause kam im Mai 2019 eine neue Generation des Aviator in den Handel. Vorgestellt wurde das SUV im November 2018 auf der LA Auto Show. Eine überarbeitete Version wurde im Februar 2024 präsentiert. Im Vergleich zum Vorgänger hat das neue Modell eine selbsttragende Karosserie und ist ausschließlich mit einem V6-Turbomotor (optional als Plug-in-Hybrid) erhältlich.

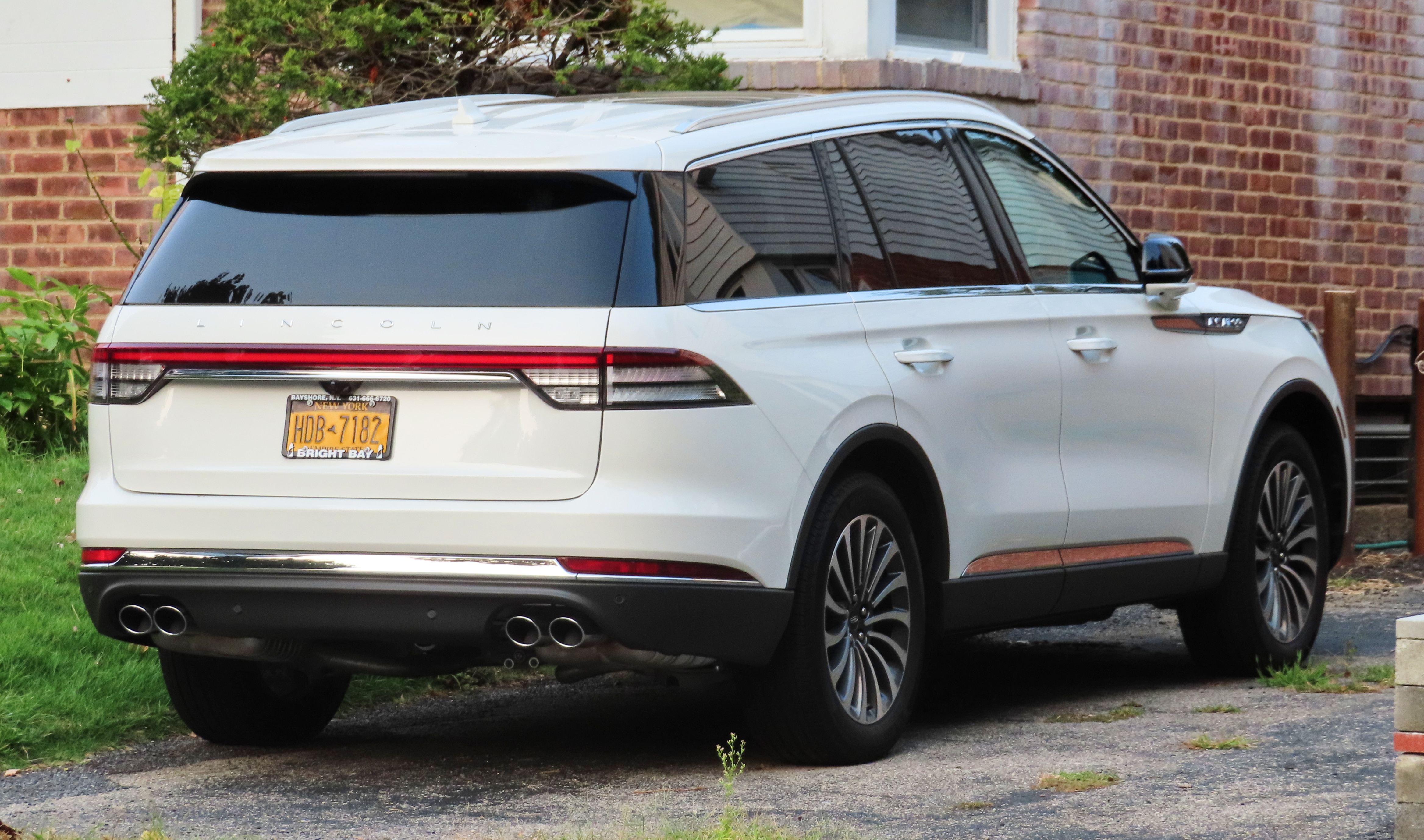
Heckansicht
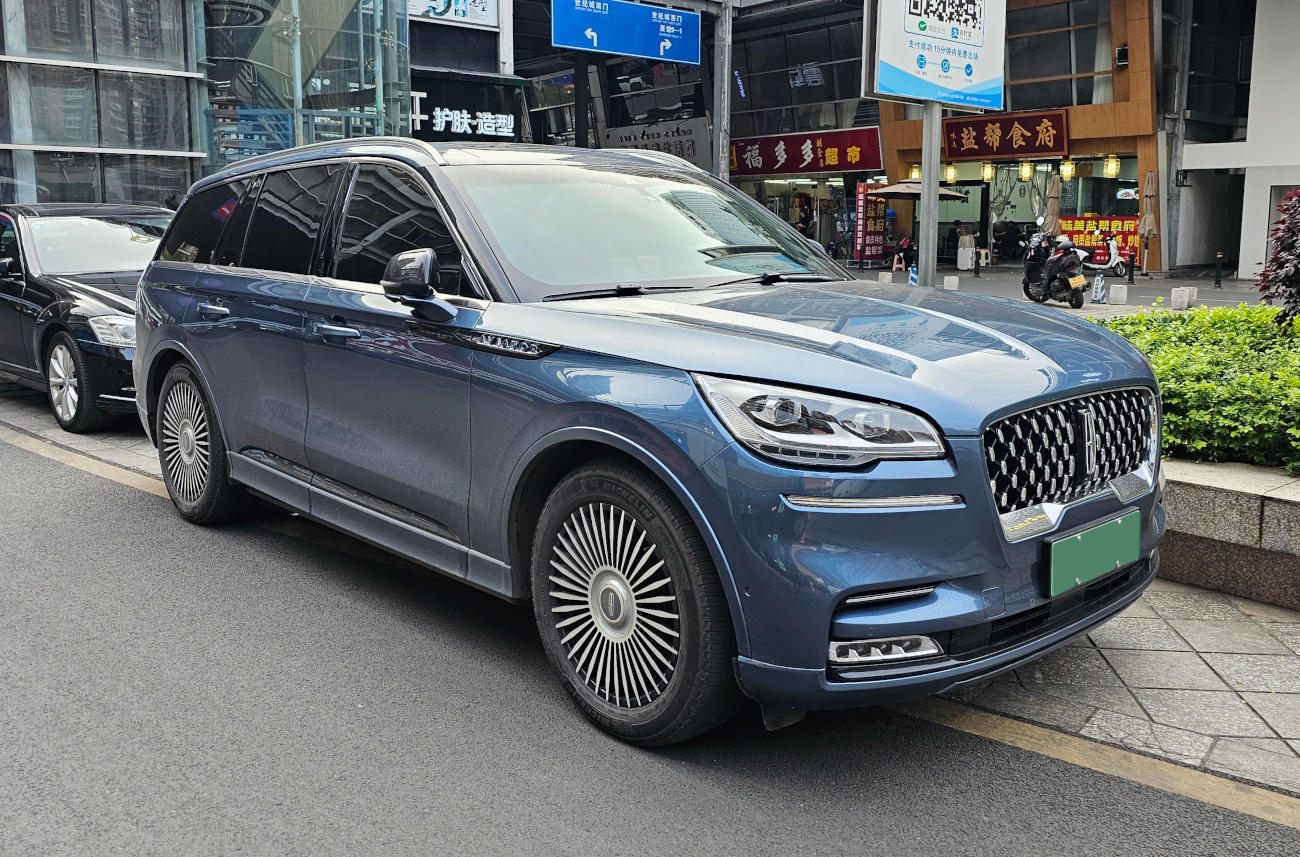
Lincoln Aviator PHEV
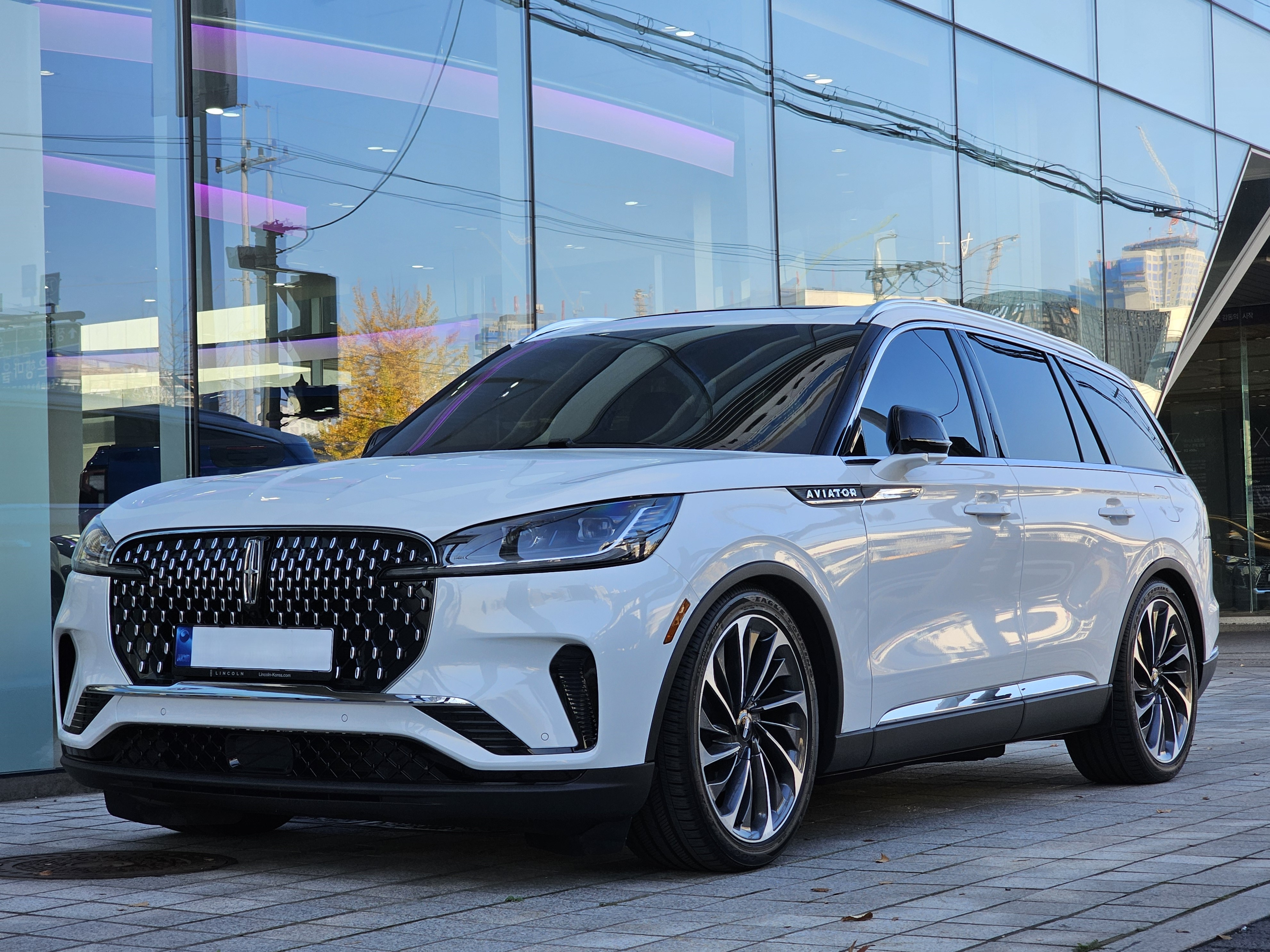
Lincoln Aviator (seit 2024)
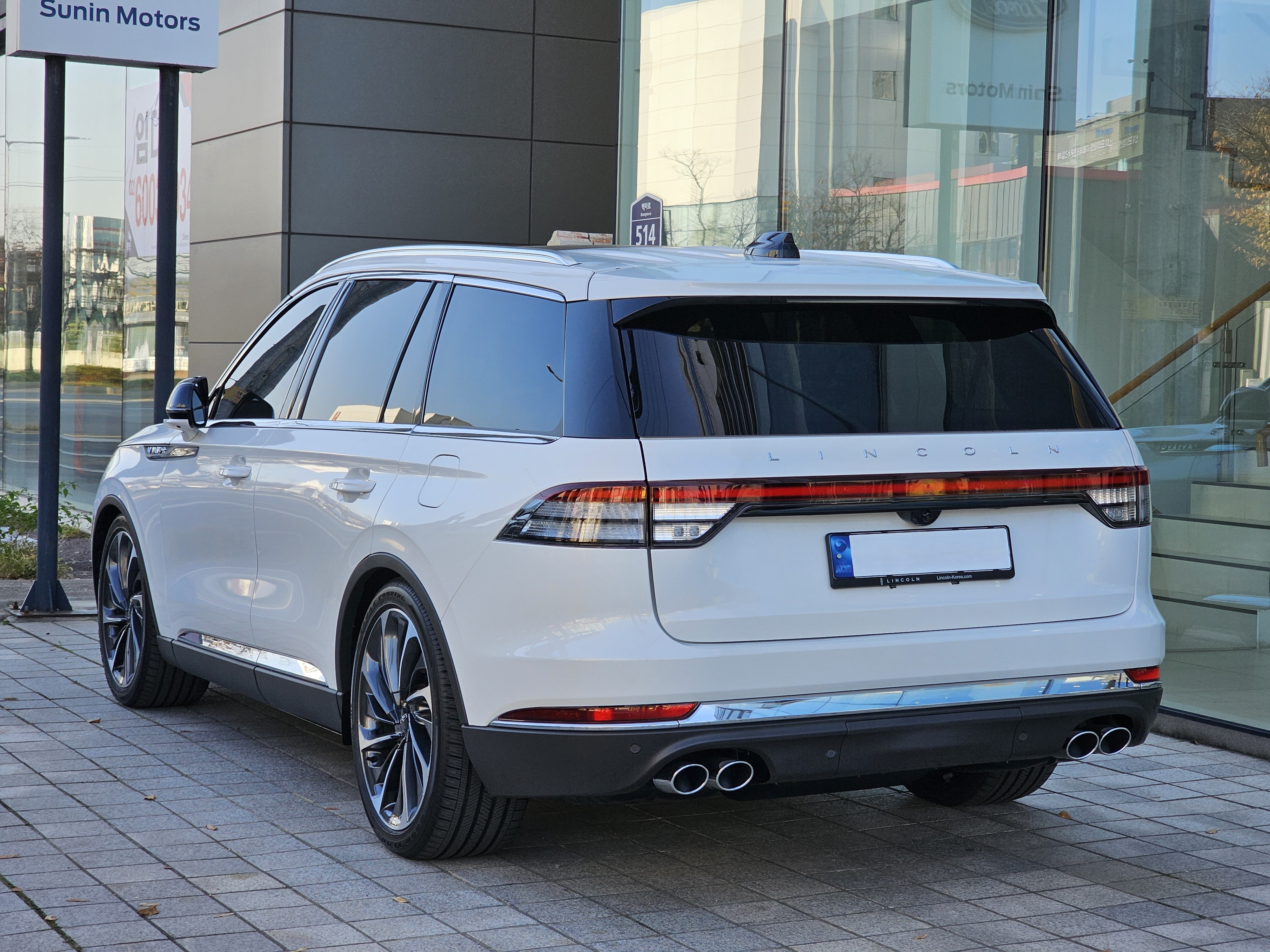
Heckansicht

### Technische Daten
|                                             | 3.0T V6                     | 3.0T V6                     | 3.0T V6                     | 3.0T V6 PHEV                | 3.0T V6 PHEV                |
| Markt                                       | China                       | China                       | Nordamerika                 | China                       | Nordamerika                 |
| Bauzeitraum                                 | 11/2019–08/2024             | seit 08/2024                | seit 05/2019                | 11/2019–2021                | 05/2019–10/2023             |
| Motorkenndaten                              |                             |                             |                             |                             |                             |
| Motortyp                                    | V6-Ottomotor                | V6-Ottomotor                | V6-Ottomotor                | V6-Ottomotor + Elektromotor | V6-Ottomotor + Elektromotor |
| Hubraum                                     | 2956 cm³                    | 2956 cm³                    | 2956 cm³                    | 2956 cm³                    | 2956 cm³                    |
| max. Leistung Verbrennungsmotor bei min−1   | 261 kW (355 PS) / 5500      | 270 kW (367 PS) / 5500      | 298 kW (405 PS) / 5500      | 261 kW (355 PS) / 5500      | 298 kW (405 PS) / 5500      |
| max. Leistung Elektromotor                  | —                           | —                           | —                           | 85 kW (116 PS)              | 85 kW (116 PS)              |
| max. Systemleistung                         | —                           | —                           | —                           | 329 kW (447 PS)             | 368 kW (500 PS)             |
| max. Drehmoment Verbrennungsmotor bei min−1 | 553 Nm / 3500               | 575 Nm / 2500–4000          | 563 Nm / 2750               | 553 Nm / 3500               | 563 Nm / 2250               |
| max. Drehmoment Elektromotor                | —                           | —                           | —                           | 300 Nm                      | 300 Nm                      |
| max. Systemdrehmoment                       | —                           | —                           | —                           | 813 Nm                      | 854 Nm                      |
| Kraftübertragung                            |                             |                             |                             |                             |                             |
| Antrieb, serienmäßig                        | Allradantrieb               | Allradantrieb               | Hinterradantrieb            | Allradantrieb               | Allradantrieb               |
| Antrieb, optional                           | —                           | —                           | (Allradantrieb)             | —                           | —                           |
| Getriebe, serienmäßig                       | 10-Stufen-Automatikgetriebe | 10-Stufen-Automatikgetriebe | 10-Stufen-Automatikgetriebe | 10-Stufen-Automatikgetriebe | 10-Stufen-Automatikgetriebe |
| Messwerte                                   |                             |                             |                             |                             |                             |
| Höchstgeschwindigkeit                       | 200–230 km/h                | 200 km/h                    | k. A.                       | 230 km/h                    | k. A.                       |
| Beschleunigung, 0–100 km/h                  | k. A.                       | k. A.                       | k. A.                       | 5,7 s                       | k. A.                       |
| Kraftstoffverbrauch auf 100 km              | 9,6 l Super                 | 10,4–10,8 l Super           | 11,2 l Super (11,8 l Super) | 2,8 l Super                 | k. A.                       |
| Tankinhalt                                  | 81 l                        | 81 l                        | 81 l                        | 68 l                        | 68 l                        |

- Werte in Klammern für Modelle mit optionalem Antrieb.